# ビューティフル・デイ (U2の曲)
「ビューティフル・デイ」（Beautiful Day）は、U2が2000年に発表した楽曲。アルバム『オール・ザット・ユー・キャント・リーヴ・ビハインド』（2000年）からの先行シングルとしてリリースされた。

## 解説
シングルのB面に収録されたAlwaysが元。ボー・ディドリーとイギー・ポップのLust For Life」インスパイアされた曲なのだという。当初はさほどいい曲のように思われなかったが、イーノがビート・ボックスを使ってコードをエレクトロニクス化し、イントロのストリングス・パートを思いつくと一気に突破口が開き、さらにボノがサビの部分を思いついて完成した。原点回帰的といわれるが、細部で工夫を凝らし、90年代の成果を生かしているとのこと。
あれは本当にまとめるのが難しかったんだ。いわば“船の上に釣り上げる”のがね。とてつもなく素晴らしいモノがあって、例えばフロリダ沖で捕まえる最高のカジキみたいなもんだとするよね。船の上に釣り上げるのに腕が折れそうなぐらいなんだ (ボノ)
歌詞はボノのジュビリー2000の経験に影響されたもので、「すべてを失っても、今あるものに喜びを見出す人間」についての曲ということである。
みんなで曲を聴いたとき、全員が元気づけられたような気がしたんだ。歌詞には日常的な絶望感が描かれているよね。アイスキャンディーみたいな（甘い）内容じゃない。自分でも興味深い考え方だと思うけど、人間関係や所有物……すべてのものを失ったそんなときにさ、人はドン底のときにこそ、本当の自分や自分の能力に気づくという考えは救われるよね（ボノ）
『Pop』で痛手を受けたU2は「ヒットしそうな曲でできるまでアルバムをリリースしない」と決めていたのだが、アメリカとヨーロッパを行ったり来たりしてバンドの様子を窺っていたジミー・アイオヴィンの前でこの曲を演奏すると、彼が「これは必ずヒットする」と言ったので、アルバムの1曲目にしてリードシングル持ってきたが、結果は吉と出て、この曲はロビー・ウィリアムズとカイリー・ミノーグのデュエット曲「Kids」を押しのけて、UKシングルチャート1位に輝いたまた、アメリカのグラミー賞では、最優秀レコード賞、最優秀楽曲賞、最優秀ロック・パフォーマンス賞（グループ）の3部門を受賞した。
この曲は新たなU2の代表曲となり、2000年にはNBCのシドニーオリンピック報道番組「Images Of The Games」やUKのプレミアリーグ紹介番組「The Premiership」で使われ、2002年にU2がスーパーボールのハーフタイムショーに出演した際は、ファン投票で「Desire」「Pride」「I Still Haven't Found What I'm Looking For」などの過去の名曲を押しのけて、この曲が選ばれた。
2008年のバラク・オバマ大統領キャンペーンにも使われた。

これについてボノは次のような感想を述べている。
とても嬉しいよ。例えば自分がロックバンドの一員だと想像してみると、ポップチャートは必要ないと思えるかもしれないけれど、それでもポップチャートは必要なんだ。シングルはロックをシャープなものにする。そして僕たちはシングルに関しては、あまり芳しい成果を収めてこなかった。僕たちがどんなに興奮しているのか伝えるのは難しい。僕たちはしばらく舞い上がっていたよ。ラジオからこの曲が流れてくると、特別な気持ちになった。
メンバー4人に加えて、プロデューサーのブライアン・イーノがシンセサイザーのプログラミングを担当し、ダニエル・ラノワはジ・エッジと共にバッキング・ボーカルで貢献している。1990年代の実験的なスタイルから、U2の原点であるロックへ回帰した楽曲であり、本作のリミックス・ヴァージョンを制作したポール・オーケンフォールドは「素晴らしい、彼らはロックン・ロールの日々へ戻った。僕のヴァージョンはそうでなくて、動きの激しいファンキーなハウスなんだけどね」とコメントしている。またR.E.M.のマイケル・スタイプも「僕はあの曲が好きだ。自分でも書いてみたいと思うし、彼らもそのことを知っている。それは嬉しいんだけれど、腹立たしいことに、僕には作れなかったんだ」と感想を述べている。ただこの曲はリリース当初からA - Haの「The Sun Always Shines On TV」との類似が指摘されている。
本作をリード・トラックとしたシングルは、様々な形態で発売された。オリジナル・アルバム未収録の「Always」「Summer Rain」をカップリング曲として収録したパターン、ライヴ・テイクをカップリング曲としたパターン、それら両方を含むパターンがある。また、イギリスでは2001年6月、「ビューティフル・デイ」と「エレヴェイション」の様々なリミックス・ヴァージョンを収録した2枚組アナログ盤が発売された。
またこの曲はU2のシングルとして初めてダウンロード販売されたものであり、シングル盤が店頭に並ぶ前にファンクラブ会員向けにU2.comでダウンロード販売された。
ミュージック・ビデオはパリのシャルル・ド・ゴール国際空港で撮影された。

## 収録曲

### イギリス盤、ヨーロッパ盤

#### CDシングル1
1. "Beautiful Day"
2. "Summer Rain"
3. "Always"

カナダや韓国等でも、同様の形態で発売された。オーストラリアで発売された限定盤では、この3曲に"Last Night on Earth"のライヴ映像が追加されている。

#### CDシングル2
1. "Beautiful Day"
2. "Discothèque (live from Mexico City)"
3. "If You Wear That Velvet Dress (live from Mexico City)"

### 日本盤CDシングル
1. ビューティフル・デイ - "Beautiful Day"
2. サマー・レイン - "Summer Rain"
3. オールウェイズ - "Always"
4. ディスコテック（ライヴ・フロム・メキシコ・シティ） - "Discothèque (live from Mexico City)"
5. イフ・ユー・ウェア・ザット・ヴェルヴェット・ドレス（ライヴ・フロム・メキシコ・シティ） - "If You Wear That Velvet Dress (live from Mexico City)"

## PV
- 監督：ジョナス・アカーランド
- プロデューサー：フィリップ・デュピュース・メンデル
- プロダクション：Petterson Åkerlund/Bandit
- 編集：ジョナス・アカーランド
- D.O.P.:エリック・ブロムズ
- ロケ地：シャルル・ド・ゴール空港（パリ）
- 撮影日：2000年8月12日
- リリース日：2000年9月8日

### Eze Version
- 監督：ジョー・エドワーズ
- プロデューサー：ネッド・オハンロン
- 編集：ブライン・マッキー
- ロケ地：Hanover Quay Studios（ダブリン）、エズ（フランス）
- 撮影日：2000年8月
- リリース日：2000年10月16日

## アウトアピアランス
- Now 47 (2000) - Nowシリーズ。
- 『バンディッツ』 (2001) - ブルース・ウィリス主演の2001年のアメリカ映画。 劇中で使われているが、サントラには未収録。
- Grammy Nominees 2001 (2001) - グラミー賞にノミネートされた曲のコンピ。
- Pure Dance 2001 (2001) - カナダのユニバーサル・ミュージックが編集したコンピ。「Beautiful Day (Quincey and Sonance Radio Edit)」 を収録。
- 『ヤング・スーパーマン』(2001~) - 2001年からアメリカで放送されているテレビドラマの「Nicodemus」というエピソードで使われている。
- Q: The Best Tracks from the Best Albums of 2000 (2001) - Qマガジンが編集した昨年のベストアルバムをテーマとしたコンピ。U2はポール・オーケンフォルドがリミックスした「Beautiful Day (Quincey and Sonance Radio Edit)」を提供しているが、これは各シングルのB面に収録されているものよりも少し短い。
- The Cornerstone Player 021 (2001) - Cornerstone Promotionというライフスタイルを作り出す会社が編集したビデオと音源が混在するコンピに「Beautiful Day (Paul Oakenfold Mix - Promo Edit)」を提供。「The Perfect Mix」に酷似しているものの、ボノのボーカルが少しカットされている。この会社は1998~2002年までこういったコンピを何枚か出し、その後、コンサルタント＆広告会社に転向したらしい。
- Perfecto Presents Ibiza (2001) - ポール・オーケンフォルドが手掛けた曲のコンピに「Beautiful Day (The Perfecto Mix - Edit I)」を提供。イギリスとドイツだけでリリースされた。
- 『Black Velvet』 (2002) - 2002年のアメリカ映画。劇中に使われたがサントラはリリースされていない。
- Creamfields (2004) - ポール・オーケンフォルドのコンピ。「Beautiful Day (Paul Oakenfold 2004 Mix)」を提供。
- Perfecto Presents The Club (2005) - ポール・オーケンフォルドのコンピ。「Beautiful Day (The Perfecto Mix)」を収録。
- Greatest Hits & Remixes (2007) - ポール・オーケンフォルドのコンピ。「Beautiful Day (The Perfecto Mix)」を収録。
- 『幸せの1ページ』 (2008) - 2008年のアメリカ映画。劇中に使われたがサントラはリリースされていない。
- Oakenfold Anthems (2008) - ポール・オーケンフォルドのコンピ。「Beautiful Day (The Perfecto Mix - Edit V)」を収録。
- Radio 1's Live Lounge Vol. 4 (2009) - 2009年2月27日、U2はBBC Radio1のLive Rougeに出演して、「Get On Your Boots」「Magnificent」「Beautiful Day」「Breathe」を演奏したが、そのうち「Beautiful Day (Live from London, Feb. 27, 2009)」が収録されている。同日、U2はBBC Broadcasting Houseの屋上で5000人の聴衆の前でライブを行い、BBCテレビのFriday Night With the Jonathan RossとComic Relief Specialの収録も行った。

## リミックス
- Quincey and Sonance Mix (2001)

by Quincey & Sonance 
(「Stuck in a Moment」「Elevation」「Walk on」収録)
- David Holmes Remix (2001)

by David Holmes 
(「Stuck in a Moment」「Elevation」『Artificial Horizon』収録)
- The Perfecto Mix (2001)

by Andy Gray, Paul Oakenfold 
(「Stuck in a Moment」「Elevation 収録)
- Paul Oakenfold 2004 Mix(2004)

by Paul Oakenfold 
(「Creamfields (2004)」収録)
- Amaal Mallik Reprise (2019)

by Amaal Mallik 
(「The Eternal Remixes」収録)

## カバー
- リー・デワイズ - 2010年にシングルとして発表。ビルボード誌のロック・デジタル・ソングス・チャートで1位を獲得した[24]。
- クリス・マーティン(2014) - ニューヨークで行われたRed主催のイベントで骨折で欠席したボノの代役で歌った。

## B面曲

### Always
Beautiful Dayの元曲。All 218 U2 Songs, Ranked From Worst to Bestでは「もっとも過大評価されている曲と酷評され、216位にランクインしている。

## 評価

### イヤーオブ
- 2000年ローリングストーン年間ベストシングル第6位[25]
- 2000年ローリングストーン読者が選ぶ年間ベストシングル第2位[26]
- 2000年ヴィレッジ・ボイスazz＆Jopシングルリスト第4位[27]
- 2000年アイ・ウィークリー（カナダ）年間ベストシングル第2位[28]
- 2000年スタジオ・ブリュッセル（ベルギー）年間ベストシングル第22位[29]
- 2001年グラミー賞最優秀ロック・パフォーマンス デュオ/グループ、最優秀レコード賞、最優秀楽曲賞
- 2001年MTVビデオミュージックアワード・ビデオ・オブ・ジ・イヤー部門ノミネート
- 2001年ローリングストーン読者が選ぶ年間ベストシングル第2位[30]

### オールタイム
- 2003年Qマガジンが選ぶベストソング1001第747位[31]
- 2004年Qマガジンが選ぶ持っておくべき1010曲：21世紀の曲50[32]
- 2010年ローリングストーンが選ぶオールタイムベストソング500第345位[33]
- 2010年ローリングストーンが選ぶ00年代ベスト100シングル第9位[34]
- 2011年VH1が選ぶ00年代の偉大な100曲第15位